# Lista odcinków serialu Power Rangers RPM
Lista odcinków Power Rangers RPM
Poniżej znajduje się lista odcinków serialu Power Rangers RPM, emitowanego w Polsce przez stację Disney XD.
|            | Polski tytuł | Angielski tytuł              | Premiera w Polsce |
| ---------- | --- | ---------------------------- | ----------------- |
|            | |                              |                   |
| Odcinek 1  | „Droga do Koryntu” | „The Road to Corinth”        | 1 czerwca 2010    |
| Odcinek 1  | Każdy człowiek na ziemi jest zmuszony wyjazdu do położonego pod kopułą miasta Korynt, bo jest ich ostatnią bezpieczną przystanią. Cóż, wszyscy z wyjątkiem tajemniczego nieznajomego znanego jako Dillon. Teraz Dillon i Ziggy muszą dotrzeć do miasta Korynt. |                              |                   |
|            | |                              |                   |
| Odcinek 2  | „Wygaszeni” | „Fade to Black”              | 1 czerwca 2010    |
| Odcinek 2  | Dillon i Ziggy są w środku, ale i tak kilka sił Venjixa przedostaje się.Teraz Power Rangers RPM mają do czynienia z atakującymi siłami. Dwóch nowych członków miasta zostaje aresztowanych, kiedy w Dillon'ie znajduje się technologia Venjixa. Ale gdy Venjix rośnie w siłę, Rangersi mogą zdecydować się na aktywację Serii Czarnej?                                                       |                              |                   |
|            | |                              |                   |
| Odcinek 3  | „Deszcz” | „Rain”                       | 1 czerwca 2010    |
| Odcinek 3  | |                              |                   |
|            | |                              |                   |
| Odcinek 4  | „Casting na Zielonego” | „Go For the Green”           | 2 czerwca 2010    |
| Odcinek 4  | |                              |                   |
|            | |                              |                   |
| Odcinek 5  | „Uścisk Dłoni” | „Handshake”                  | 3 czerwca 2010    |
| Odcinek 5  | |                              |                   |
|            | |                              |                   |
| Odcinek 6  | „Zielony Ranger” | „Ranger Green”               | 4 czerwca 2010    |
| Odcinek 6  | |                              |                   |
|            | |                              |                   |
| Odcinek 7  | „Czerwony Ranger” | „Ranger Red”                 | 5 czerwca 2010    |
| Odcinek 7  | |                              |                   |
|            | |                              |                   |
| Odcinek 8  | „Żółta Rangerka, część pierwsza” | „Ranger Yellow, part 1”      | 6 czerwca 2010    |
| Odcinek 8  | |                              |                   |
|            | |                              |                   |
| Odcinek 9  | „Żółta Rangerka, część druga” | „Ranger Yellow, part 2”      | 7 czerwca 2010    |
| Odcinek 9  | |                              |                   |
|            | |                              |                   |
| Odcinek 10 | „Niebieski Ranger” | „Ranger Blue”                | 8 czerwca 2010    |
| Odcinek 10 | |                              |                   |
|            | |                              |                   |
| Odcinek 11 | „Doktor K” | „Doctor K”                   | 9 czerwca 2010    |
| Odcinek 11 | |                              |                   |
|            | |                              |                   |
| Odcinek 12 | „Wspomnienia” | „Blitz”                      | 10 czerwca 2010   |
| Odcinek 12 | |                              |                   |
|            | |                              |                   |
| Odcinek 13 | „Wrogie Przejęcie” | „Brother's Keeper”           | 11 czerwca 2010   |
| Odcinek 13 | |                              |                   |
|            | |                              |                   |
| Odcinek 14 | „Wcielony” | „Embodied”                   | 12 czerwca 2010   |
| Odcinek 14 | Dillon musi znaleźć więcej o swej przeszłości, przyjeżdżając do Miasta Omega z innymi Rangersami w pojeździe GO-ONGER. Zostają zatrzymani przez samego Venjix'a, który się załadował w Attakującym Bocie 13 Generacji. Gdy sytuacja staje się zła dla Rangersów, dwoje nowych i nieznanych Rangersów postanawia im pomóc. Potem znikają, pozostawiając 5 Rangersów w zdumieniu na ich widok. |                              |                   |
|            | |                              |                   |
| Odcinek 15 | „Duchy” | „Ghosts”                     | 13 czerwca 2010   |
| Odcinek 15 | |                              |                   |
|            | |                              |                   |
| Odcinek 16 | „Albo tu,albo tam” | „In or Out”                  | 14 czerwca 2010   |
| Odcinek 16 | |                              |                   |
|            | |                              |                   |
| Odcinek 17 | „Więźniowie” | „Prisoners”                  | 15 czerwca 2010   |
| Odcinek 17 | |                              |                   |
|            | |                              |                   |
| Odcinek 18 | „Latający Wieloryb” | „Belly of the Beast”         | 16 czerwca 2010   |
| Odcinek 18 | |                              |                   |
|            | |                              |                   |
| Odcinek 19 | „Co trzy głowy to nie dwie” | „Three's a Crowd”            | 17 czerwca 2010   |
| Odcinek 19 | Motto Gema i Gemmy "Najpierw wysadzamy, a potem zadajemy pytania" coraz bardziej wychodzi spod kontroli. Próbują przejść starą drogą prowadzącą do Pałacu Venjixa i wpadają w pułapkę. Uczą się współpracy z innymi Rangersami jako zespół i tym samym tworzą nową konfigurację Megazorda o nazwie SkyRev Megazord.                                                                          |                              |                   |
|            | |                              |                   |
| Odcinek 20 | „Herosi są wśród nas” | „Heroes Among Us”            | 18 czerwca 2010   |
| Odcinek 20 | |                              |                   |
|            | |                              |                   |
| Odcinek 21 | „Nie taki znowu zwykły” | „Not So Simple”              | 19 czerwca 2010   |
| Odcinek 21 | |                              |                   |
|            | |                              |                   |
| Odcinek 22 | „Dobranoc, mężczyźni” | „The Dome Dolls”             | 20 czerwca 2010   |
| Odcinek 22 | |                              |                   |
|            | |                              |                   |
| Odcinek 23 | „I... Akcja” | „And.. Action”               | 21 czerwca 2010   |
| Odcinek 23 | |                              |                   |
|            | |                              |                   |
| Odcinek 24 | „Problem z Przeszłości” | „Ancient History”            | 22 czerwca 2010   |
| Odcinek 24 | Niesprawdzona technologia zostaje znaleziona w zawałowisku bazy Alfabetyczna Zupa. Pułkownik Truman próbuje trzymać tę technologię przed Venjixem, i znajduje w niej wideo-dziennik Doktor K, która odpowiada za aktywację Venjixa. Pułkownik Truman chce aresztować Dr. K, ale jeśli to zrobi, to ona nie będzie w stanie pomóc Rangersom z niebezpieczną technologią Paleomax.             |                              |                   |
|            | |                              |                   |
| Odcinek 25 | „Klucz do Przeszłości” | „Key to the Past”            | 23 czerwca 2010   |
| Odcinek 25 | |                              |                   |
|            | |                              |                   |
| Odcinek 26 | „Bez wątpliwości” | „Beyond a Doubt”             | 24 czerwca 2010   |
| Odcinek 26 | |                              |                   |
|            | |                              |                   |
| Odcinek 27 | „Control-Alt-Delete” | „Control-Alt-Delete”         | 28 czerwca 2010   |
| Odcinek 27 | |                              |                   |
|            | |                              |                   |
| Odcinek 28 | „Biegnij Ziggy biegnij” | „Run Ziggy Run”              | 29 czerwca 2010   |
| Odcinek 28 | |                              |                   |
|            | |                              |                   |
| Odcinek 29 | „Gdyby Venjix wygrał” | „If Venjix Won”              | 30 czerwca 2010   |
| Odcinek 29 | |                              |                   |
|            | |                              |                   |
| Odcinek 30 | „Koniec gry” | „End Game”                   | 1 lipca 2010      |
| Odcinek 30 | |                              |                   |
|            | |                              |                   |
| Odcinek 31 | „Ryzyko i przeznaczenie część 1” | „Danger and Destiny, part 1” | 2 lipca 2010      |
| Odcinek 31 | |                              |                   |
|            | |                              |                   |
| Odcinek 32 | „Ryzyko i przeznaczenie część 2” | „Danger and Destiny, part 2” | 3 lipca 2010      |
| Odcinek 32 | |                              |                   |